# 1921 w sztukach plastycznych
Wydarzenia w sztukach plastycznych i wizualnych w 1921 roku.

## Malarstwo
- Salvador Dalí

Portret mojego Ojca (1920-1921)
Autoportret z szyją Rafaela (1920-1921)
- Stanisław Ignacy Witkiewicz

Kuszenie św. Antoniego I (1916-1921) – olej na płótnie, 74,5x90
Marysia i Burek na Cejlonie (1920-1921) – olej na płótnie, 90x83
Kalinowe dwory – olej na płótnie

## Grafika
- Edward Hopper

Wieczorny wiatr – akwaforta
Nocne cienie – akwaforta

## Urodzeni
- 1 stycznia – César Baldaccini (zm. 1998), francuski rzeźbiarz
- 2 lutego – Pietro Cascella (zm. 2008), włoski rzeźbiarz
- 31 marca – Mieczysław Porębski (zm. 2012), polski krytyk, teoretyk i historyk sztuki
- 25 kwietnia – Karel Appel (zm. 2006), holenderski malarz, grafik, rzeźbiarz
- 26 kwietnia – Zbigniew Dłubak (zm. 2005), polski teoretyk sztuki, malarz i fotograf
- 12 maja – Joseph Beuys (zm. 1986), niemiecki artysta, teoretyk sztuki, pedagog
- 16 lipca - Leszek Dutka (zm. 2014), polski malarz, rzeźbiarz i ceramik
- 17 listopada – Albert Bertelsen, duński malarz i grafik

## Zmarli
- 2 stycznia - Franz von Defregger (ur. 1835), austriacki malarz
- 29 maja - Abbott Handerson Thayer (ur. 1849), amerykański malarz, przyrodnik i pedagog